# Žutonogi pingvin
Žutonogi pingvin (lat. Pygoscelis papua) je vrsta pingvina. Lako se prepoznaju po širokoj bijeloj šari na perju glave.  Postoje dvije podvrste žutonogog pingvina — Pygoscelis papua papua (sjeverni žutonogi pingvin) i nešto manja vrsta Pygoscelis papua ellsworthii (južni žutonogi pingvin).

## Opis
Odrasli žutonogi pingvini dostižu prosječnu visinu od oko 80 cm. Južni žutonogi pingvini su nešto manji, visine od oko 70 cm. Vrlo su brzi pod vodom, dostižući brzinu od 27 km/h i dubine do blizu 100 metara.
Mužjaci su teški oko 8,5 kg, prije mitarenja, a najmanju težinu od oko 5,5 kg dostižu prije nego što počne sezona parenja. Ženke su teške oko 7,5 kg, prije mitarenja, a težina im može "pasti" i do 5 kg dok čuvaju mladunce.
Sjeverni žutonogi pingvini su teški oko 6 kg, a južni su nešto lakši, teški oko 5,5 kg. Žutonogi pingvini se uglavnom hrane krilom i drugim rakolikim životinjama i rakovima. Ribe čine tek oko 15% njihove ishrane. U vodi, prirodni neprijatelji žutonogih pingvina su morski lavovi i orke. 

## Razmnožavanje
Žutonogi pingvini obično prave gnijezda od kamenja, promjera do 20-25 cm. 
Ženke nose po dva jajeta, obično po oko 500 g težine, a zatim ih i mužjak i ženka griju, svaki dan se smjenjujući. Mladi se legu iz jaja nakon 34-36 dana; tada ostaju u gnijezdu otprilike mjesec dana.
Kada su stari između 80 i 100 dana, mladunci dobivaju novo perje i sami love u morskim dubinama.

## Rasprostranjenost
Žutonogi pingvini žive na subantarktičkim otocima. Ukupna populacija se procjenjuje na oko 320.000 parova (za razmnožavanje).